# 李昶 (元朝)
李昶（1203年—1289年）字士都，金朝至元朝东平须城（今山东省东平县）人。
金宣宗兴定二年（1218年），参加廷试，以《春秋》中第二甲第二人。历任征事郎、孟州温县县丞、漕运提举。蒙古军下河南，奉亲还乡里。被东平行台严实征辟为幕僚，授任为都事，改任行军万户府知事。后因父丧去官，闭门以讲学为业，一时名士，多出其门。1259年，忽必烈攻宋，经过濮州，召见李昶。李昶提出用贤、立法、赏罚、君道、务本、清源，用兵，则以伐罪、救民、不嗜杀等治国之策。忽必烈即位，召至开平，访以国事。中统二年（1261年）条陈十二事，划除宿弊。至元五年（1268年），为吏礼部尚书。品格条式、选举礼文之事，多被他裁定。凡议大政，宰相延置上座，倾听其说。后为南京路总管兼府尹，至元八年，为山东东西道提刑按察使，不久致仕。著有《春秋左氏遗意》二十卷、《孟子权衡遗说》五卷，已佚。